# Elina Danielian
Elina Danielian (em arménio: Էլինա Դանիելյան; Bakú, 16 de agosto de 1978) é uma jogadora de xadrez arménia, que tem o título de Grande Mestre de Xadrez desde 2010. Em 2003 foi galardoada com a medalha Khorenatsi e uma das nomeadas para o prémio de melhor desportista de Arménia.
Na Ranking FIDE da Federação Internacional de Ajedrez (FIDE) de novembro de 2015, tinha um Elo de 2474 pontos, o que a convertia na jogadora feminina número 1 (no activo) da Arménia, na jogadora número 18 no ranking absoluto do país, e a 26.ª melhor jogadora no ranking mundial feminino. O seu Elo máximo foi de 2521 pontos, na lista de julho de 2001 (posição 703 no ranking mundial absoluto).

## Trajectória e resultados em competição
Danielian já conseguiu por seis vezes tornar-se na campeã feminina de Arménia. Em 1992 proclamou-se como a Campeã do Mundo Feminina Sub-14, em Duisburgo, e no ano seguinte conseguiu ser Campeã do Mundo Feminina Sub-16, em Bratislava. Em 2006 ficou em segundo lugar na secção feminina do Torneio de Xadrez Acropolis de Atenas (a campeã foi Salomé Melia). Em março de 2011 empatou com Koneru Humpy no primeiro posto do torneio Grand Prix Feminino da FIDE, de 2009 até 2011, em Doha (Qatar). Além disso, nesse mesmo ano, ganhou a medalha de bronze no Campeonato da Europa Feminino Individual, realizado na capital georgiana, Tiflis, com 8 de 11 pontos. Danielian era um dos membros da equipa arménia que ganhou a medalha de ouro no V Campeonato da Europa de Xadrez por Equipas Feminino, realizado na cidade búlgara de Plovdiv, em 2003.

## Títulos da FIDE
Em 1993 Elina tornou-se Mestre Internacional de Xadrez Feminina, e no ano seguinte logrou subir para Grande Mestre de Xadrez Feminina. Mais tarde, em 2010, conseguiu tornar-se Mestre Internacional de Xadrez e, finalmente, em 2010, tornou-se Grande Mestre de Xadrez.